# 日本橋兜町
日本橋兜町（にほんばしかぶとちょう）は、東京都中央区の地名で、旧日本橋区に当たる日本橋地域内である。「丁目」の設定のない単独町名である。郵便番号は103-0026。東京証券取引所が所在することから「日本のウォール街」とも呼ばれる金融街である。
中央区が定める正式なローマ字表記は Nihonbashi-kabutocho である（中央区設置の街区表示板による）。

## 概要
頭の「日本橋」は旧日本橋区に由来する冠称で、単に「兜町」と呼ばれることが多い。
日本初の証券取引所である旧・東京株式取引所（東株）や、渋沢栄一によって設立された日本最古の銀行である「第一国立銀行」（現在のみずほ銀行の源流企業）の初代本店所在地（現在のみずほ銀行兜町支店の所在地）が所在していた。現在でも東株の後身である東京証券取引所（東証）や東京証券会館がある。また、第一国立銀行は日本初の株式会社であり、兜町は株式会社発祥の地でもあるほか、銀行発祥の地でもある。旧渋沢栄一邸も所在していた（現在の日証館）。1980年代には、イギリスのシティ・オブ・ロンドン（シティ）、米国ニューヨークのウォール街、香港の中環などと並ぶ世界屈指の金融センターといわれ、兜町が日本の証券業界の異称、比喩ともなっていた（「兜町の風雲児」など）。
近年は兜町に事務所を構える金融機関は減少し「日本のウォール街」とは呼び難い街へと変貌しつつある。要因としては株券の電子化やインターネット取引の普及により、物理的に証券取引所に各証券会社が集う必要がなくなったこと、バブル経済崩壊に伴う日本の地位低下、都市銀行の本店や大手証券会社の本社などが同じ東京都心の丸の内や大手町といった一等地に建てられた最新のオフィスビルに事務所を置くようになったことが挙げられる。
兜町に多くのビルを保有する平和不動産などは街の再生を進めており、銀行ビルの低層部などレトロ建築を活用したリノベーションにより、飲食店やベーカリー、どぶろく醸造所、ホテル、芸術ギャラリーのほか東京証券会館屋上には食育用の菜園が設けられ、金融街時代も閑散としていた土日祝日を含めて多くの消費者・観光客が訪れるようになっている。
なお、平和不動産が進める日本橋兜町・茅場町再活性化プロジェクトでは「兜町第7平和ビル～街の続編をつくる～」「Edible KAYABAEN～食育体験を通して誰もがつながる、居場所がもてる場へ～」が日本デザイン振興会主催の『グッドデザイン賞』を受賞し2020年の初受賞以来4年連続受賞している。
現在では三井不動産が日本橋一丁目東地区の都市開発(2031年竣工予定)を進めており、隣接する日本橋兜町方面との動線の整備も進められている。

## 地理
日本橋地域の南部に位置する。
河川・橋
- 日本橋川
  - 鎧橋

## 歴史
「兜町」は平将門の兜を埋めて塚にした所を兜山と云ったところから由来しているという。その地に祀られたのが兜神社である。兜神社の縁起は平將門の兜が一番古い（伝承の中での起源）縁起であるが、他に兜神社の由来は源義家が奥州往きの途中に暴風に出会い鎧を沈めて竜神に祈って無事を祈った場所に、都への帰途、兜を埋めて塚を築き埋めて神を祭ったという故事を縁起とするものもある。
かつては沼地だった兜町付近だが、江戸時代に入ると江戸城築城のために埋め立てが行われ、周辺は大名屋敷が立ち並んだ。兜橋、兜の渡しなどの地名が出来た。
明治に入ると明治維新の恩賞として、兜町周辺の土地を財閥企業等が受け取り「兜町」と名づけられた。渋沢栄一を中心に、1871年に第一国立銀行本店が、1878年には東京証券取引所の前身である東京株式取引所が設立され、商業（金融）の街へと急速に発展していった。1923年の関東大震災により一帯は焼け野原となるが、復興後は近代的な街並みに一変した。1982年1月1日に住居表示を実施した。

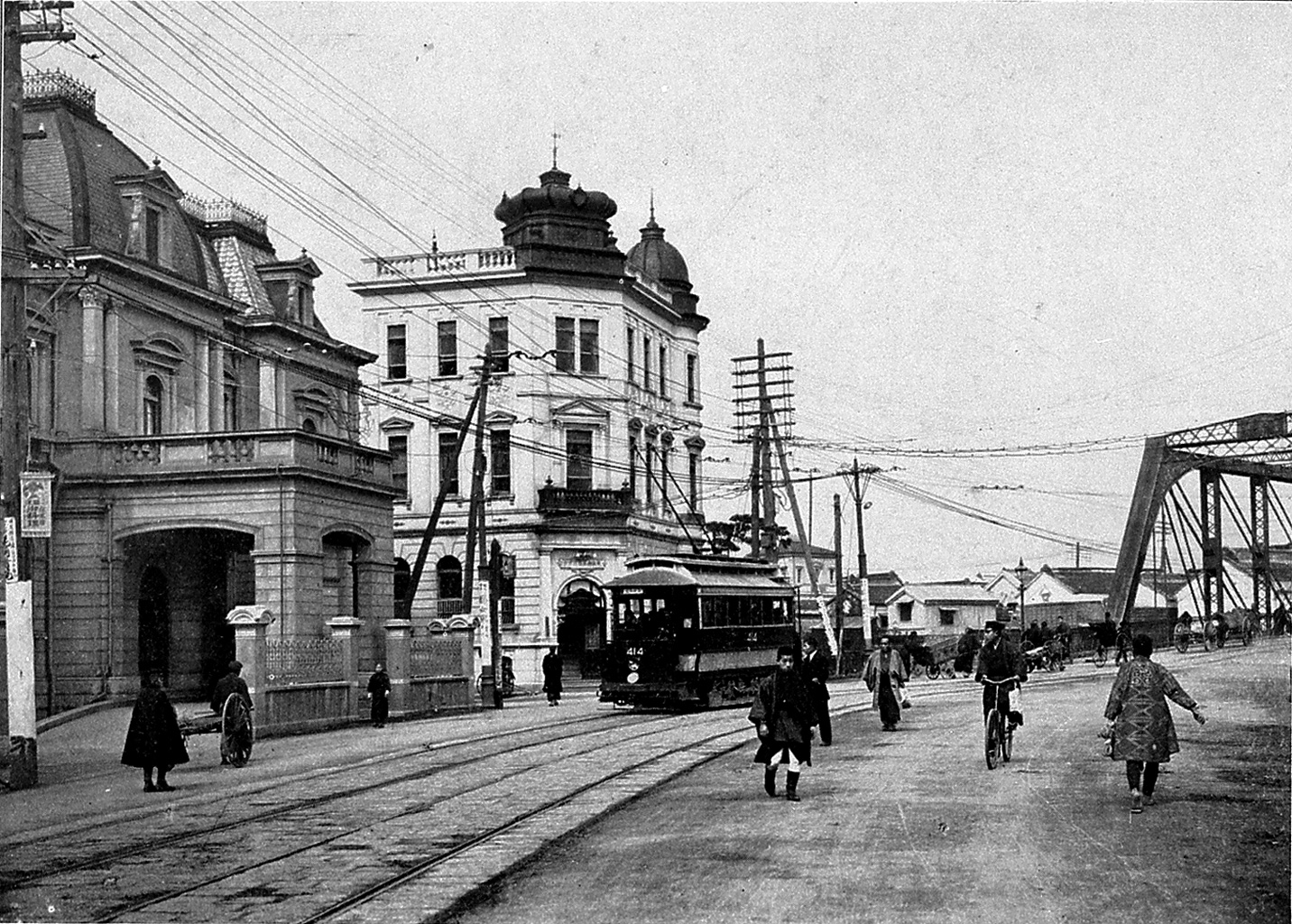
兜町（1911年）

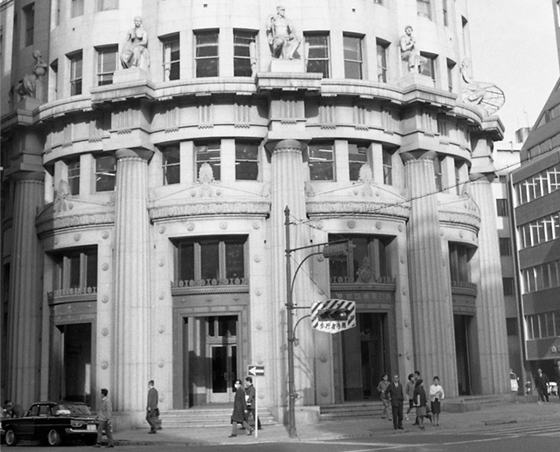
東証（1960年代）

### 旧町名
現：日本橋兜町
| - 日本橋兜町一丁目 | - 日本橋兜町二丁目 | - 日本橋兜町三丁目 |

## 世帯数と人口
2023年（令和5年）1月1日現在（中央区発表）の世帯数と人口は以下の通りである。
- 世帯数 : 542世帯
- 人口 : 722人

### 人口の変遷
国勢調査による人口の推移。
| 年                 | 人口 |
| ------------------ | ---- |
| 1995年（平成7年）  | 106  |
| 2000年（平成12年） | 168  |
| 2005年（平成17年） | 482  |
| 2010年（平成22年） | 570  |
| 2015年（平成27年） | 676  |
| 2020年（令和2年）  | 727  |

### 世帯数の変遷
国勢調査による世帯数の推移。
| 年                 | 世帯数 |
| ------------------ | ------ |
| 1995年（平成7年）  | 53     |
| 2000年（平成12年） | 124    |
| 2005年（平成17年） | 391    |
| 2010年（平成22年） | 444    |
| 2015年（平成27年） | 538    |
| 2020年（令和2年）  | 548    |

## 学区
区立小・中学校に通う場合、学区は以下の通りとなる（2025年4月現在）。
- 区域 : 全域
  - 小学校 : 中央区立阪本小学校
  - 中学校 : 中央区立日本橋中学校

## 事業所
2021年（令和3年）現在の経済センサス調査による事業所数と従業員数は以下の通りである。
- 事業所数 : 381事業所
- 従業員数 : 8,909人

### 事業者数の変遷
経済センサスによる事業所数の推移。
| 年                 | 事業者数 |
| ------------------ | -------- |
| 2016年（平成28年） | 377      |
| 2021年（令和3年）  | 381      |

### 従業員数の変遷
経済センサスによる従業員数の推移。
| 年                 | 従業員数 |
| ------------------ | -------- |
| 2016年（平成28年） | 12,820   |
| 2021年（令和3年）  | 8,909    |

### 主な企業
- 日本取引所グループ本店
- 東京証券取引所本店（東証ARROWS含む）
- SMBC日興証券兜町本社 - 登記上の本店は、千代田区丸の内の丸の内本店となっている。
- エスビー食品 - 登記上本店。本社機能の一部は東京都板橋区に所在。
- フィリップ証券本店
- みずほ銀行兜町支店・兜町証券営業部 - 旧第一国立銀行初代本店。日本における銀行発祥の地である。
- ブルドックソース本社

## 地域
教育
- 中央区立阪本小学校 - 阪本こども園も同敷地内にある。
- 中央区立阪本幼稚園 - 令和3年3月に閉園。
- 阪本こども園 - 学校法人渋谷教育学園が設置・運営する公私連携幼保連携型認定こども園として令和3年4月に開園。

公園
- 楓川新場橋公園
- 坂本町公園

行政機関
- 警視庁中央警察署
- 東京消防庁日本橋消防署

## 観光
名所・史跡

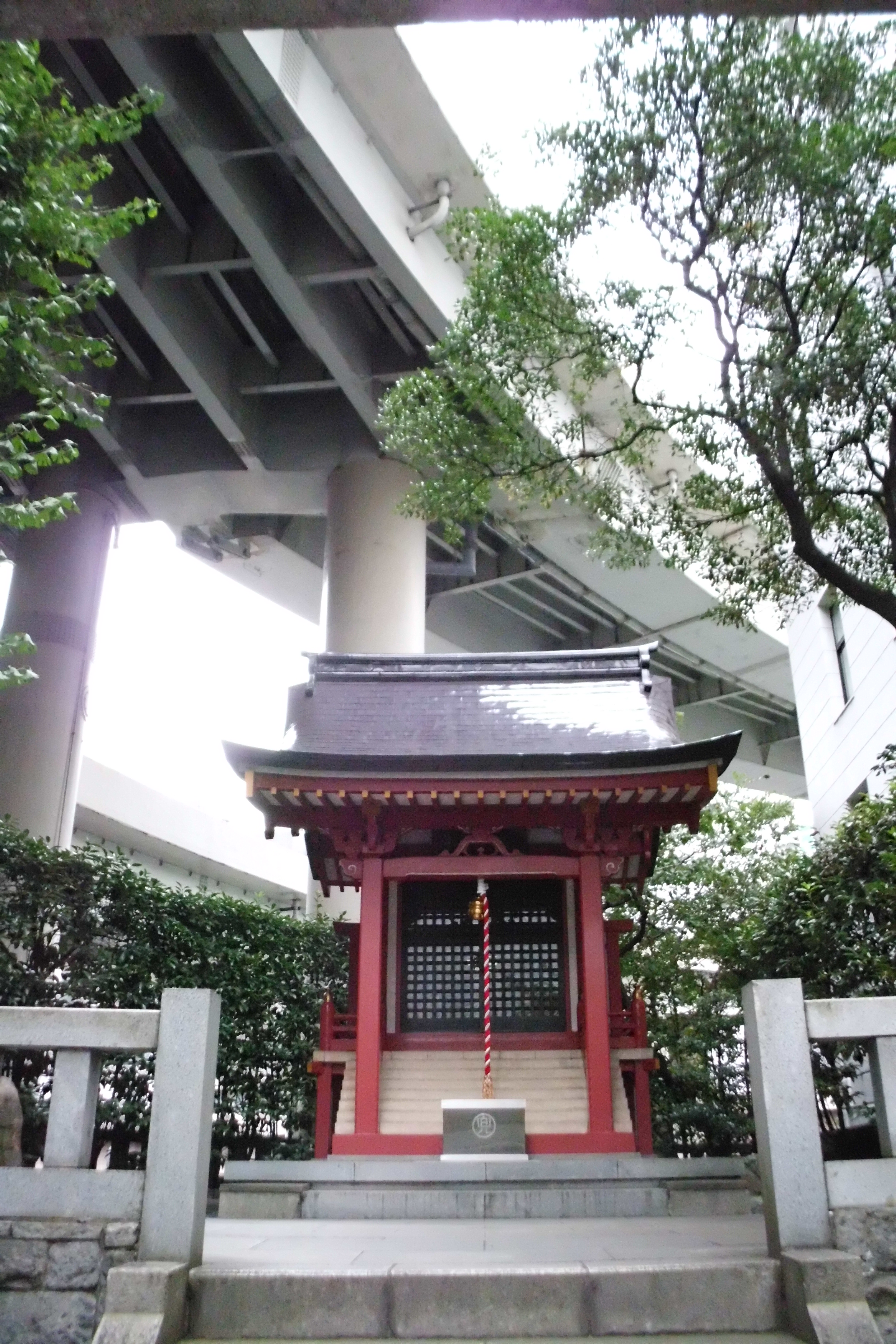
兜神社

- 銀行発祥の地 - 記念碑が設置されている。
- 兜神社

## 交通
鉄道
- 東京地下鉄茅場町駅（○日比谷線、○東西線）- 出入口が設けられている。（所在地：日本橋茅場町）

バス
- 都営バス錦11 茅場町（錦糸町駅前行）- 築地駅前行は日本橋茅場町に設けられている。

道路
- 東京都道・千葉県道10号東京浦安線（永代通り。日本橋茅場町との境界にある交差点は2022年3月29日、日本橋七の部連合町会長(茅場町二・三丁目町会長)の提案により兜町町会が要望し、茅場町一丁目町会、茅場町二・三丁目町会の同意により「兜町交差点」に改称された[5]）
- 平成通り

首都高速道路・出入口
- 首都高速都心環状線
- 首都高速6号向島線

## その他

### 日本郵便
- 郵便番号 : 103-0026[3]（集配局 : にほんばし蔵前郵便局[23]）。